# Бріджитт Керков
Патрісія Лінн Фелкел (англ. Patricia Lynn Felkel); нар. 8 лютого 1977, Лос-Анджелес, Каліфорнія, США), відома як Бріджит Керков (англ. Bridgette Kerkove) — американська порноакторка і порнорежисерка.

## Біографія
Росла в Лос-Анджелесі, відвідувала католицьку школу, а згодом і коледж в Бурбанку. Закінчивши навчання, одружилася зі Скітером Керков. 21 липня 2002 року народила дочку Кайлінн Ешлі, 24 жовтня 2004 сина Керсона Маверіка. Займалася оздоровчим бізнесом.
Перенесла операцію зі збільшення грудей.
У 2008 році видалила всі свої татуювання з релігійних причин.

### Порноіндустрія
В порноіндустрію потрапила в кінці 1998 року. За перший рік знялася у 203 сексуальних сценах, за другий — у 207. Іноді знімається зі своїм чоловіком (під псевдонімом Skeeter), також у лесбійських сценах.
Знялася в 400 порнофільмах та сценах і зрежисирувала 58 порнострічок, в тому числі в сценах подвійного і потрійного проникнення, подвійного анального і вагінального сексу, чоловічого і жіночого групового сексу, а також анального фістингу.
Знялася в музичному кліпі гурту The HANGMEN на композицію BENT.

## Премії та номінації
- 2000 AVN Award — Краща висхідна зірка (Best New Starlet)[6]
- 2001 AVN Award — Найкраща обурлива секс сцена (Most Outrageous Sex Scene) — In The Days of Whore
- 2001 Venus Award — Краща Американська акторка (Best American Actress)[7]
- 2002 AVN Award — Краща групова секс сцена (Best Group Sex Scene, Video — Succubus)
- 2011 AVN Hall of Fame[8]